# Răzvan Sava
Răzvan Sergiu Sava (Timisoara, 21 giugno 2002) è un calciatore rumeno, portiere dell'Udinese e della nazionale Under-21 rumena.

## Caratteristiche tecniche
Di ruolo portiere, dispone di buona tecnica e riflessi oltre a una grande struttura fisica.

## Carriera

### Club

#### Inizi
Inizia con le giovanili della Pro Sesto, di Sesto San Giovanni, con cui esordisce tra i professionisti. Nel 2018 viene acquistato dalla Juventus.
Nell'estate 2020 viene acquistato a titolo definitivo dal Torino. Con i granata gioca titolare nel campionato Primavera.

#### CFR Cluj
A gennaio 2022 durante il mercato invernale viene ceduto al CFR Cluj, con cui ha esordito il 14 agosto nella sconfitta per 1-0 con il Botoșani.
Nella stagione successiva, con la partenza di Simone Scuffet, diventa il portiere titolare.

#### Udinese
Il 23 agosto 2024 fa ritorno in Italia venendo acquistato dall'Udinese. Secondo di Maduka Okoye in campionato, esordisce con la maglia bianconera il 25 settembre successivo, nella partita di Coppa Italia contro la Salernitana vinta per 3-1; in tale gara para anche un calcio di rigore a Ernesto Torregrossa, impedendo ai granata di rientrare in partita a 10 minuti dal termine. Il 9 dicembre fa il suo esordio anche in massima serie, disputando da titolare la gara di campionato vinta 1-2 sul campo del Monza. A causa dell'infortunio di Okoye si afferma come titolare, salvo poi perdere il posto successivamente per via di una frattura al quinto dito della mano destra rimediato a febbraio.

## Statistiche

### Presenze e reti nei club
Statistiche aggiornate al 18 agosto 2025.
| Stagione        | Squadra         | Campionato      | Campionato | Campionato | Coppe nazionali | Coppe nazionali | Coppe nazionali | Coppe continentali | Coppe continentali | Coppe continentali | Altre coppe | Altre coppe | Altre coppe | Totale | Totale |
| Stagione        | Squadra         | Comp            | Pres       | Reti       | Comp            | Pres            | Reti            | Comp               | Pres               | Reti               | Comp        | Pres        | Reti        | Pres   | Reti   |
| --------------- | --------------- | --------------- | ---------- | ---------- | --------------- | --------------- | --------------- | ------------------ | ------------------ | ------------------ | ----------- | ----------- | ----------- | ------ | ------ |
| 2017-2018       | Pro Sesto       | D               | 8          | -3         | -               | -               | -               | -                  | -                  | -                  | -           | -           | -           | 8      | -3     |
| gen.-giu. 2022  | CFR Cluj        | L1              | 0          | 0          | CR              | 0               | 0               | -                  | -                  | -                  | -           | -           | -           | 0      | 0      |
| 2022-2023       | CFR Cluj        | L1              | 3          | -2         | CR              | 2               | -1              | -                  | -                  | -                  | -           | -           | -           | 5      | -3     |
| 2023-2024       | CFR Cluj        | L1              | 30+10      | -29 + -13  | CR              | 3               | -5              | UECL               | 2                  | -3                 |             | -           | -           | 45     | -50    |
| lug.-ago. 2024  | CFR Cluj        | L1              | 5          | -9         | CR              | 0               | 0               | UECL               | 4                  | 0                  | -           | -           | -           | 9      | -9     |
| Totale CFR Cluj | Totale CFR Cluj | Totale CFR Cluj | 48         | -53        |                 | 5               | -6              |                    | 6                  | -3                 |             | -           | -           | 59     | -62    |
| ago. 2024-2025  | Udinese         | A               | 12         | -16        | CI              | 1               | -1              | -                  | -                  | -                  | -           | -           | -           | 13     | -17    |
| 2025-2026       | Udinese         | A               | 0          | 0          | CI              | 1               | 0               | -                  | -                  | -                  | -           | -           | -           | 1      | 0      |
| Totale Metz     | Totale Metz     | Totale Metz     | 12         | -16        |                 | 2               | -1              |                    | -                  | -                  |             | -           | -           | 14     | -17    |
| Totale carriera | Totale carriera | Totale carriera | 71         | -72        |                 | 7               | -7              |                    | 6                  | -3                 |             | -           | -           | 81     | -82    |

### Cronologia presenze e reti in nazionale
| Cronologia completa delle presenze e delle reti in nazionale ― Romania under 21 | Cronologia completa delle presenze e delle reti in nazionale ― Romania under 21 | Cronologia completa delle presenze e delle reti in nazionale ― Romania under 21 | Cronologia completa delle presenze e delle reti in nazionale ― Romania under 21 | Cronologia completa delle presenze e delle reti in nazionale ― Romania under 21 | Cronologia completa delle presenze e delle reti in nazionale ― Romania under 21 | Cronologia completa delle presenze e delle reti in nazionale ― Romania under 21 | Cronologia completa delle presenze e delle reti in nazionale ― Romania under 21 |
| Data                                                                            | Città                                                                           | In casa                                                                         | Risultato                                                                       | Ospiti                                                                          | Competizione                                                                    | Reti                                                                            | Note                                                                            |
| ------------------------------------------------------------------------------- | ------------------------------------------------------------------------------- | ------------------------------------------------------------------------------- | ------------------------------------------------------------------------------- | ------------------------------------------------------------------------------- | ------------------------------------------------------------------------------- | ------------------------------------------------------------------------------- | ------------------------------------------------------------------------------- |
| 12-9-2023                                                                       | Elbasan                                                                         | Albania under 21                                                                | 3 – 2                                                                           | Romania under 21                                                                | Qual. Europeo Under-21 2025                                                     | -3                                                                              |                                                                                 |
| 13-10-2023                                                                      | Bucarest                                                                        | Romania under 21                                                                | 2 – 0                                                                           | Armenia under 21                                                                | Qual. Europeo Under-21 2025                                                     | -                                                                               |                                                                                 |
| 17-10-2023                                                                      | Sibiu                                                                           | Romania under 21                                                                | 1 – 0                                                                           | Finlandia under 21                                                              | Qual. Europeo Under-21 2025                                                     | -                                                                               |                                                                                 |
| 17-11-2023                                                                      | Bucarest                                                                        | Romania under 21                                                                | 5 – 0                                                                           | Albania under 21                                                                | Qual. Europeo Under-21 2025                                                     | -                                                                               |                                                                                 |
| 21-11-2023                                                                      | Neuchâtel                                                                       | Svizzera under 21                                                               | 2 – 2                                                                           | Romania under 21                                                                | Qual. Europeo Under-21 2025                                                     | -2                                                                              |                                                                                 |
| 26-3-2024                                                                       | Armavir                                                                         | Armenia under 21                                                                | 0 – 1                                                                           | Romania under 21                                                                | Qual. Europeo Under-21 2025                                                     | -                                                                               |                                                                                 |
| 6-9-2024                                                                        | Târgoviște                                                                      | Romania under 21                                                                | 1 – 0                                                                           | Montenegro under 21                                                             | Qual. Europeo Under-21 2025                                                     | -                                                                               |                                                                                 |
| 10-9-2024                                                                       | Tampere                                                                         | Finlandia under 21                                                              | 2 – 0                                                                           | Romania under 21                                                                | Qual. Europeo Under-21 2025                                                     | -2                                                                              |                                                                                 |
| 11-10-2024                                                                      | Nikšić                                                                          | Montenegro under 21                                                             | 2 – 6                                                                           | Romania under 21                                                                | Qual. Europeo Under-21 2025                                                     | -2                                                                              |                                                                                 |
| 15-10-2024                                                                      | Bucarest                                                                        | Romania under 21                                                                | 3 – 1                                                                           | Svizzera under 21                                                               | Qual. Europeo Under-21 2025                                                     | -1                                                                              |                                                                                 |
| Totale                                                                          |                                                                                 | Presenze                                                                        | 10                                                                              |                                                                                 | Reti                                                                            | -10                                                                             |                                                                                 |